# Georgia May Jagger
Georgia May Ayeesha Jagger (Londra, 12 gennaio 1992) è una supermodella inglese.

## Biografia
Nata a Londra, Georgia è la terza figlia del cantante rock Mick Jagger, storico frontman dei Rolling Stones, e della sua seconda moglie, l'ex modella Jerry Hall. I suoi fratelli sono Elizabeth Scarlett Jagger (2 marzo 1984), James Leroy Augustin Jagger (28 agosto 1985) e Gabriel Luke Beauregard Jagger (9 dicembre 1997). Ha quattro fratellastri da parte del padre, Karis Hunt Jagger (4 novembre 1970), Jade Sheena Jezebel Jagger (24 ottobre 1971), Lucas Maurice Morad Jagger (18 maggio 1999) e Deveraux Octavian Basil Jagger (8 dicembre 2016).

## Carriera
La sua carriera inizia nel 2009 quando firma con la Independent Models e viene nominata “Modella dell'anno” al British Fashion Awards. Ha lavorato con celebri fotografi come Terry Richardson, Mario Testino e Mario Sorrenti.
Nel 2009 insieme a Coco Rocha diventa il nuovo volto della Rimmel, mentre nel 2010 è protagonista della campagna Versace primavera/estate. Nel 2013 è protagonista della campagna Sisley autunno/inverno ed è uno dei volti di Miu Miu ed è testimonial del nuovo profumo di Just Cavalli Just Cavalli for her Eau de Toilette.
Nel 2014 diventa il volto del profumo Angel, di Thierry Mugler, sostituendo Eva Mendes. L'anno successivo è testimonial di Mulberry, riceve una nomination come modella dell'anno durante i British Fashion Awards.

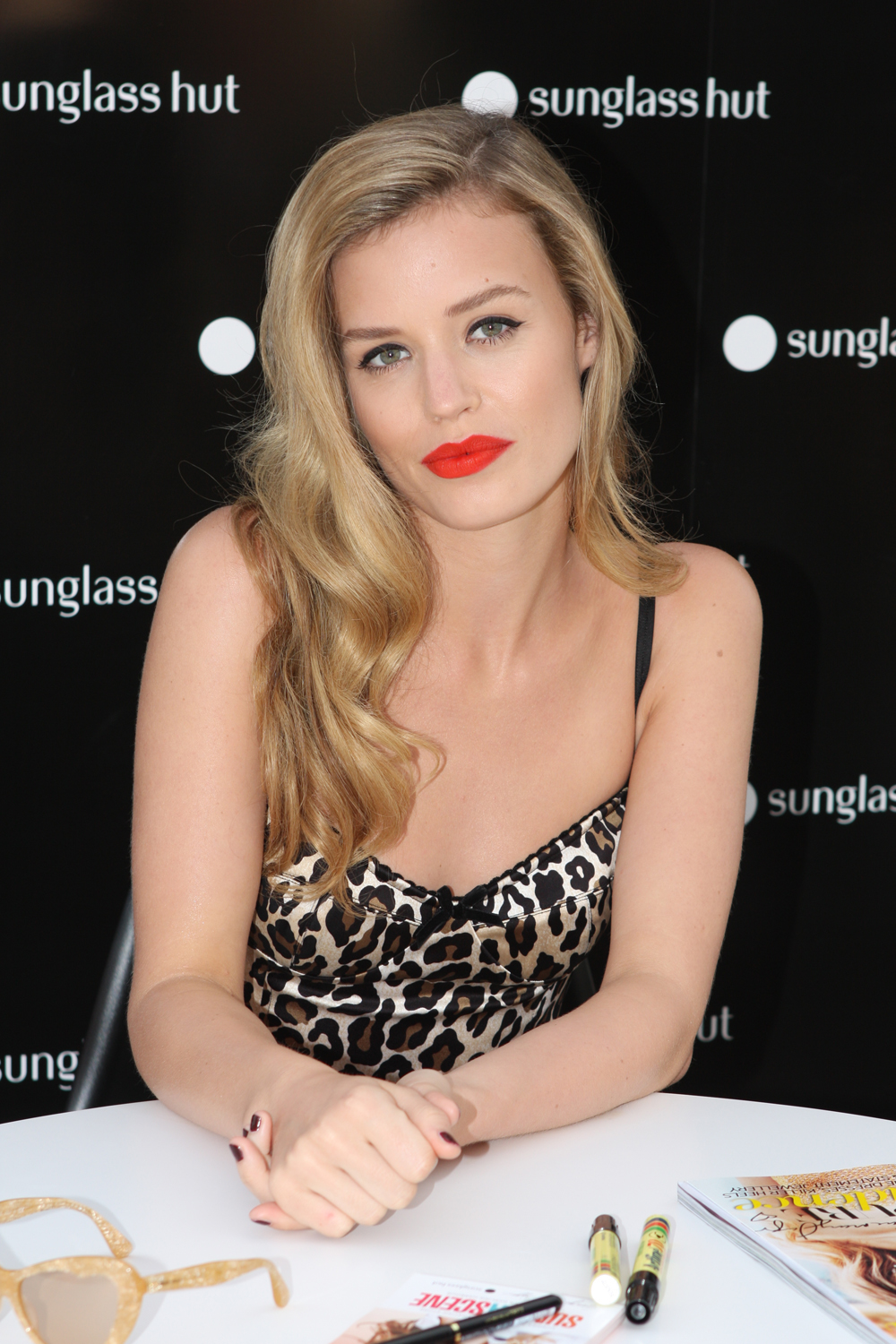
Georgia May Jagger nel 2013

Nel 2016 viene scelta come testimonial del brand Pepe Jeans, dove viene riconfermata anche l'anno successivo. Nel 2017 viene ingaggiata da Volcom come designer e testimonial di una capsule collection per l’estate. Nel marzo del 2018 partecipa alla settimana della moda di Parigi sfilando per Miu Miu. Inoltre è, insieme alla modella Suki Waterhouse, testimonial per la campagna autunno/inverno del marchio Twinset. Il suo sorriso è caratterizzato da un vistoso diastema tra gli incisivi superiori.

## Agenzie
- IMG - New York
- TESS Management - Londra

## Campagne pubblicitarie
- Alexander Wang Do Something Campaign (2015)
- Bo. Bo P/E (2011)
- Burberry by Daniel Lee (2023)
- Chanel Cruise Press Kit A/I (2010)
- Chanel Resort (2011)
- Chrome Hearts Eyewear (2019)
- Fiorucci summer (2017)
- Free People (2020)
- Garnier (2015-2016)
- H&M Holiday (2011)
- Hudson Jeans (2009-2013)
- Just Cavalli for Her Fragrance (2012-2016)
- Just Cavalli for Him Fragrance (2013-2016)
- H&M Rock & Roll Mansion P/E (2013)
- Katie Grand Loves Hogan Collection A/I (2013)
- Mercedes-Benz GLA (2014)
- Material Girl for Macy's A/I (2011)
- Minelli A/I (2014) P/E (2015)
- Miu Miu A/I (2013, 2018)
- Miu Miu Ceremony (2019)
- Mulberry P/E (2015) A/I (2015)
- Pepe Jeans P/E (2016-2017) A/I (2016)
- Pinko A/I (2023)
- Reserved A/I (2014-2015) P (2015)
- Rimmel (2009-presente)
- Sisley A/I (2013)
- Sonia Rykiel P/E (2015-2016) A/I (2015)
- Sunglass Hut A/I (2014) P/E (2015)
- Thierry Mugler Angel Fragrance (2014-presente)
- Thomas Sabo P/E (2014)
- Thomas Sabo Jewelry (2014-2016)
- Twinset A/I (2018)
- Versace P/E (2010)
- Victoria's Secret (2020)
- Vivienne Westwood Jewelry A/I (2012)
- Volcom summer (2017)